# De week van Filemon
De week van Filemon is een televisieprogramma dat wordt gemaakt door de Nederlandse omroep BNN. Bekende Nederlanders worden een week gevolgd door Wesselink met zijn camera. Wesselink kwam op het idee om een dag met Henny Huisman mee op stap te gaan, en daarvan zelf de opnamen te maken.